# Беркель
Беркель (нім. Berkel) — річка в Німеччині та Нідерландах, річковий індекс 9284. Загальна довжина річки 114,6 км. Висота витоку 131 м.
Річкова система річки — Рейн.